# Rågång
En rågång, särskilt förr även (en, ibland ett) rå, (av fornsvenska ra egentligen 'stång, råmärke') är en genom vissa märken på marken betecknad gränslinje mellan socknar, byamarker och så vidare, liksom mellan skilda jordegendomar som tillhör olika skifteslag.  I landskapslagarna omtalas sådana märken under namn som "tiældru sten", "mark", "merki", "ra", "ramærki" samt "ra ok rör". Uttrycket rå och rör kvarstår ännu i dagens jordabalk. Råmärket kan bestå av röse eller råvisare. Gränsen kan också vara angiven där den löper, till exempel genom en upphuggen gata i skogen.
Ordet kan även (framför allt i Finland) avse en förrättning där utredning och eventuell korrigering/utmärkning av bristfälliga eller otydliga fastighetsgränser utförs.